# La Sal Mountains
La Sal Mountains je pohoří v Grand County a San Juan County, na jihovýchodě Utahu, ve Spojených státech amerických. Nachází se na hranici Koloradské plošiny a Skalnatých hor. Nejvyšší horou je Mount Peale (3 877 m).
La Sal Mountains je druhé nejvyšší pohoří Utahu. V blízkosti pohoří se nachází známé národní parky Arches a Canyonlands.

## Charakteristika
Vyšší polohy pohoří mají alpinský charakter, v nižších polohách se naopak nachází pouště. Reliéf tvoří skalní věže, oblouky a kaňony. Ze stromů zde rostou především topoly a borovice. Celkem devět vrcholů překračuje nadmořskou výšku 3 600 metrů.